# Pavant
Pavant est une commune française située dans le département de l'Aisne, en région Hauts-de-France.
Ses habitants sont appelés les Pavanais et Pavanaises.

## Géographie

### Situation
La commune est située au sud-ouest du département de l'Aisne le long de la Marne rive gauche face à Charly-sur-Marne sur l'autre rive.
|                        | Charly-sur-Marne            |                 |
| Citry (Seine-et-Marne) | Pavant                      | Nogent-l'Artaud |
|                        | Bassevelle (Seine-et-Marne) |                 |

### Lieux-dits et écarts
La Baronnerie.

### Hydrographie
La commune est située dans le bassin Seine-Normandie. Elle est drainée par la Marne, l'aqueduc de la Dhuis, le canal 01 de la Baignoire à Cannes, le fossé 01 de la commune de Pavant, le fossé 01 de Pisseloup et divers autres petits cours d'eau,.
La Marne  prend sa source sur le plateau de Langres, dans la commune de Saints-Geosmes (Haute-Marne) et se jette dans la Seine entre Charenton-le-Pont et Alfortville (Val-de-Marne) dans le quartier de Conflans-l'Archevêque.
L'aqueduc de la Dhuis est un un aqueduc souterrain d'Île-de-France et d'Aisne, construit entre 1863 et 1865. Il sert à fournir en eau les communes du Val d'Europe, dont le complexe Disneyland Paris à l'est de l'Île-de-France.

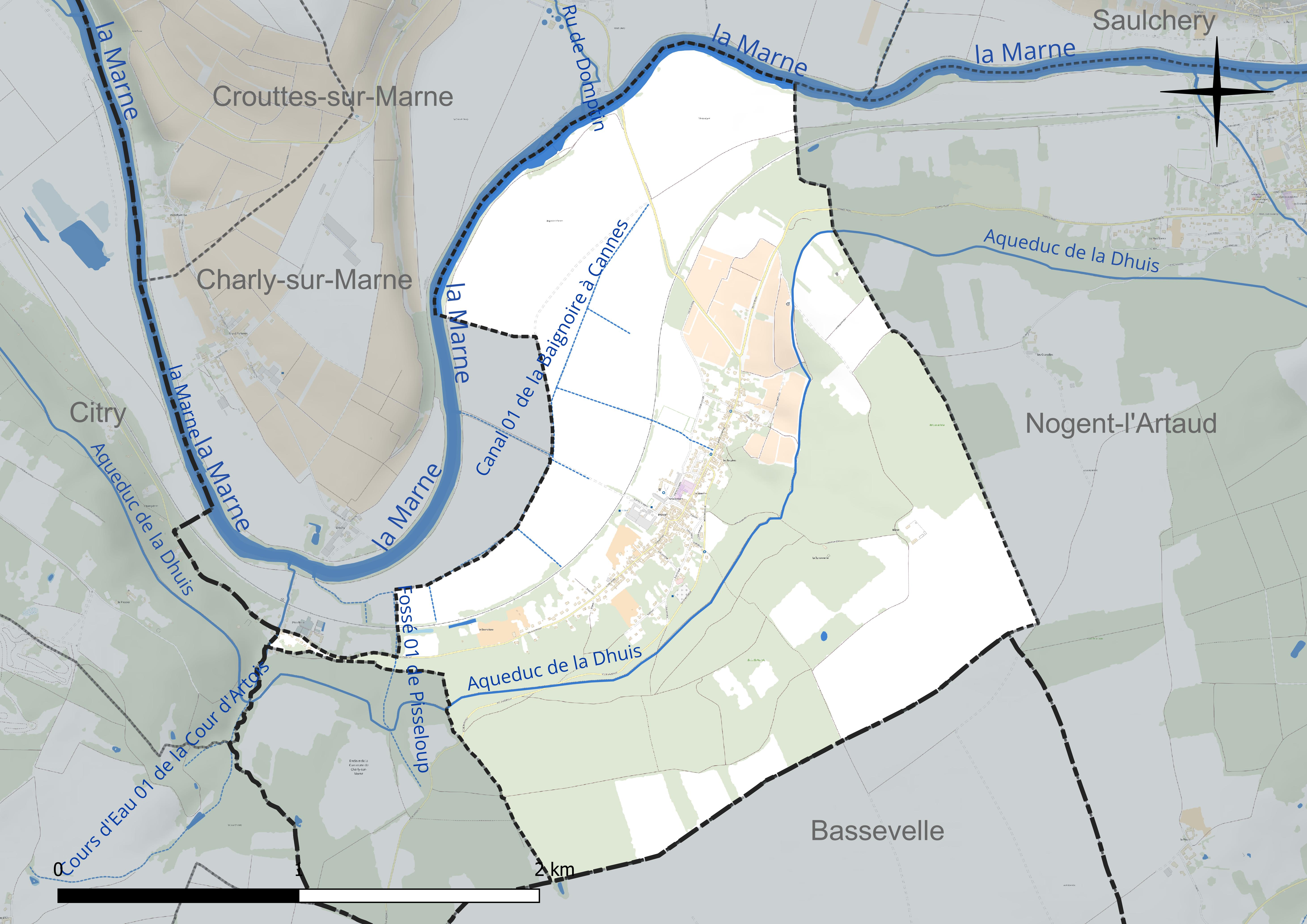
Réseau hydrographique de Pavant.

### Climat
Pour des articles plus généraux, voir Climat des Hauts-de-France et Climat de l'Aisne.
En 2010, le climat de la commune est de type climat océanique dégradé des plaines du Centre et du Nord, selon une étude du CNRS s'appuyant sur une série de données couvrant la période 1971-2000. En 2020, Météo-France publie une typologie des climats de la France métropolitaine dans laquelle la commune est exposée à un climat océanique altéré et est dans la région climatique Nord-est du bassin Parisien, caractérisée par un ensoleillement médiocre, une pluviométrie moyenne régulièrement répartie au cours de l'année et un hiver froid (3 °C).
Pour la période 1971-2000, la température annuelle moyenne est de 10,5 °C, avec une amplitude thermique annuelle de 14,9 °C. Le cumul annuel moyen de précipitations est de 753 mm, avec 12,2 jours de précipitations en janvier et 8,4 jours en juillet. Pour la période 1991-2020, la température moyenne annuelle observée sur la station météorologique la plus proche, située sur la commune de Saint-Cyr-sur-Morin à 9 km à vol d'oiseau, est de 11,2 °C et le cumul annuel moyen de précipitations est de 814,8 mm,. Pour l'avenir, les paramètres climatiques de la commune estimés pour 2050 selon différents scénarios d'émission de gaz à effet de serre sont consultables sur un site dédié publié par Météo-France en novembre 2022.

## Urbanisme

### Typologie
Au 1er janvier 2024, Pavant est catégorisée bourg rural, selon la nouvelle grille communale de densité à 7 niveaux définie par l'Insee en 2022.
Elle est située hors unité urbaine. Par ailleurs la commune fait partie de l'aire d'attraction de Paris, dont elle est une commune de la couronne,.

### Occupation des sols
L'occupation des sols de la commune, telle qu'elle ressort de la base de données européenne d'occupation biophysique des sols Corine Land Cover (CLC), est marquée par l'importance des territoires agricoles (56,5 % en 2018), en diminution par rapport à 1990 (60,4 %). La répartition détaillée en 2018 est la suivante : 
terres arables (48,8 %), forêts (38,8 %), cultures permanentes (7,7 %), zones urbanisées (4,7 %).
L'évolution de l'occupation des sols de la commune et de ses infrastructures peut être observée sur les différentes représentations cartographiques du territoire : la carte de Cassini (XVIIIe siècle), la carte d'état-major (1820-1866) et les cartes ou photos aériennes de l'IGN pour la période actuelle (1950 à aujourd'hui).

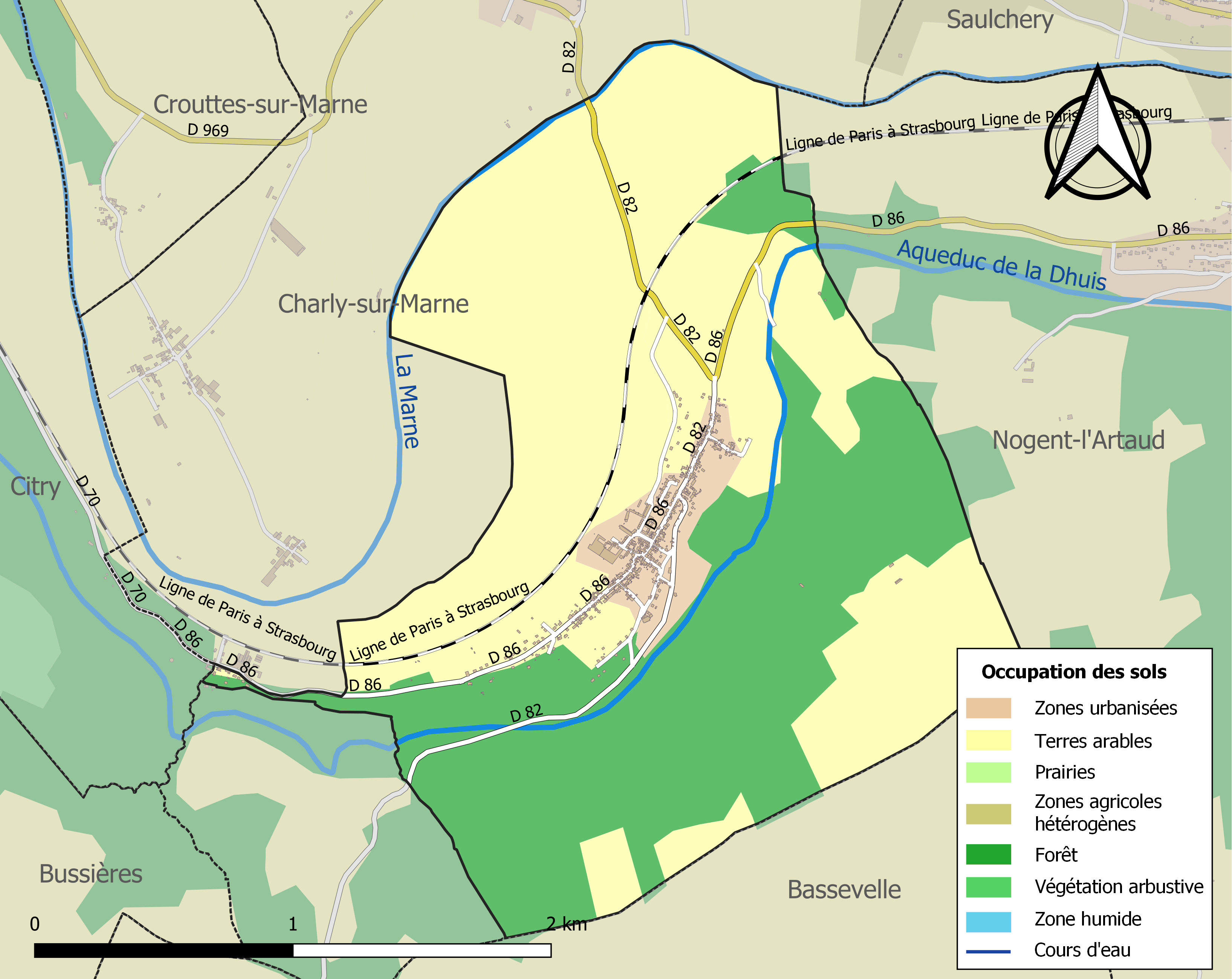
Carte de l'occupation des sols de la commune en 2018 (CLC).

## Hydrographie
La Marne, affluent de la Seine, constitue la limite nord  territoriale de la commune.

L'Aqueduc de la Dhuis qui alimente l'est de l'Ile-de-France en eau potable, traverse, d'est en ouest, en souterrain, le territoire de la commune à l'est de l'agglomération.

## Toponymie
Le nom du village apparaît pour la première fois en 855 sous l'appellation latine de Penvennum, puis Penvent en 1242, Panvent, Panvant, Pavent, Pavant-sur-Marne, Pavant en Brye, Pauvant, Pavans en 1563, Pavant sur la Carte de Cassini au milieu du XVIIIe siècle.
Du celtique (gaulois) penno-, tête (cf. Breton penn, tête) et vindo-, blanc (cf. breton gwenn, blanc).[réf. nécessaire]

## Histoire
À l'époque des Gaulois, Pavant était sous l'autorité de la tribu des Meldi. Quand Rome conquit la Gaule, le village passa à la province de Belgique. À l'époque mérovingienne, Pavant est compris dans la Neustrie puis au diocèse de Soissons.
Pavant est rattaché au royaume de France lors du traité de Verdun en 843. À l'époque féodale, le village appartient au comté de Champagne.

## Carte de Cassini
|  |  |  |  |  |

Carte de Cassini

La carte de Cassini montre qu'au XVIIIè siècle, Pavant est une paroisse située sur la rive gauche de La Marne.

Au nord est représenté un château aujourd'hui disparu dont les traces en sous-sol sont encore visibles sur les photos aériennes.

Un bac permettait de franchir La Marne pour se rendre à Charly-sur-Marne.

A l'ouest, sur les hauteurs est dessiné un moulin à vent dont les vestiges sont encore présents de nos jours.

## Politique et administration

### Découpage territorial
La commune de Pavant est membre de la communauté de communes du Canton de Charly-sur-Marne, un établissement public de coopération intercommunale (EPCI) à fiscalité propre créé le 29 décembre 1995 dont le siège est à Charly-sur-Marne. Ce dernier est par ailleurs membre d'autres groupements intercommunaux.
Sur le plan administratif, elle est rattachée à l'arrondissement de Château-Thierry, au département de l'Aisne et à la région Hauts-de-France. Sur le plan électoral, elle dépend du  canton d'Essômes-sur-Marne pour l'élection des conseillers départementaux, depuis le redécoupage cantonal de 2014 entré en vigueur en 2015, et de la cinquième circonscription de l'Aisne  pour les élections législatives, depuis le dernier découpage électoral de 2010.

### Administration municipale

#### Liste des maires
| Période                                  | Période                       | Identité          | Étiquette | Qualité                                   |
| ---------------------------------------- | ----------------------------- | ----------------- | --------- | ----------------------------------------- |
| Les données manquantes sont à compléter. |                               |                   |           |                                           |
| mars 2001                                | mars 2007                     | André Moulins     |           |                                           |
| mars 2007                                | mars 2008                     | Bernadette Pretat |           |                                           |
| mars 2008                                | En cours (au 13 juillet 2020) | Olivier Casside   | DVG       | Professeur Réélu pour le mandat 2020-2026 |

## Population et société

### Démographie
L'évolution du nombre d'habitants est connue à travers les recensements de la population effectués dans la commune depuis 1793. Pour les communes de moins de 10 000 habitants, une enquête de recensement portant sur toute la population est réalisée tous les cinq ans, les populations de référence des années intermédiaires étant quant à elles estimées par interpolation ou extrapolation. Pour la commune, le premier recensement exhaustif entrant dans le cadre du nouveau dispositif a été réalisé en 2004.

En 2022, la commune comptait 755 habitants, en évolution de −4,43 % par rapport à 2016 (Aisne : −1,97 %, France hors Mayotte : +2,11 %).
| 1793 | 1800 | 1806 | 1821 | 1831 | 1836 | 1841 | 1846 | 1851 |
| ---- | ---- | ---- | ---- | ---- | ---- | ---- | ---- | ---- |
| 563  | 608  | 702  | 655  | 744  | 747  | 729  | 769  | 770  |

| 1856 | 1861 | 1866 | 1872 | 1876 | 1881 | 1886 | 1891 | 1896 |
| ---- | ---- | ---- | ---- | ---- | ---- | ---- | ---- | ---- |
| 696  | 694  | 698  | 648  | 761  | 739  | 819  | 811  | 891  |

| 1901 | 1906 | 1911 | 1921 | 1926 | 1931 | 1936 | 1946 | 1954 |
| ---- | ---- | ---- | ---- | ---- | ---- | ---- | ---- | ---- |
| 902  | 947  | 886  | 755  | 751  | 716  | 678  | 544  | 505  |

| 1962 | 1968 | 1975 | 1982 | 1990 | 1999 | 2004 | 2006 | 2009 |
| ---- | ---- | ---- | ---- | ---- | ---- | ---- | ---- | ---- |
| 497  | 511  | 589  | 665  | 732  | 753  | 758  | 757  | 792  |

| 2014 | 2019 | 2022 | - | - | - | - | - | - |
| ---- | ---- | ---- | - | - | - | - | - | - |
| 799  | 763  | 755  | - | - | - | - | - | - |

## Économie
- Exploitations agricoles.
- La commune est comprise dans la zone d'appellation contrôlée « Champagne ».

## Culture locale et patrimoine

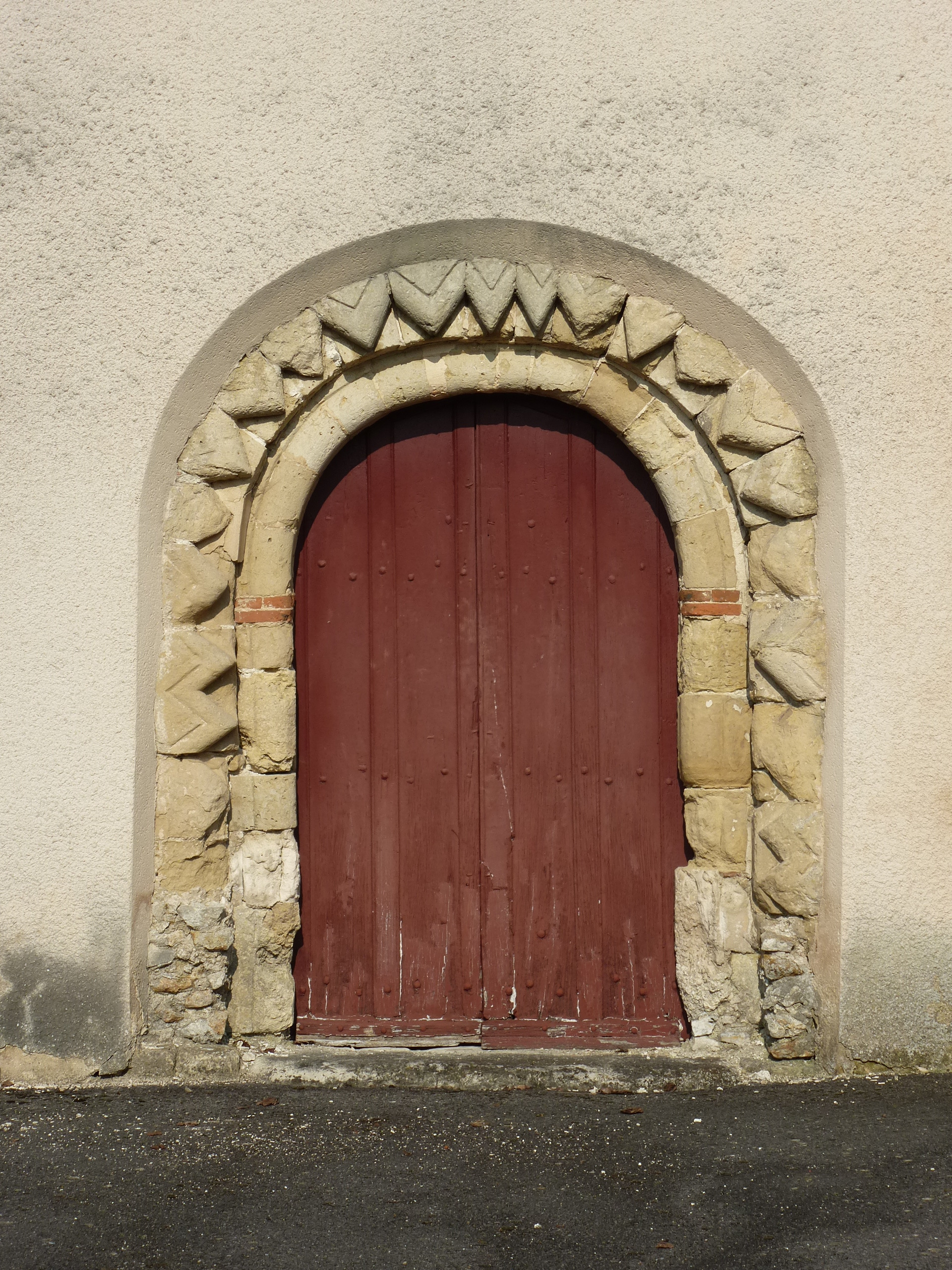
Portail de l'église Saint-Bald.

### Lieux et monuments
- Église Saint-Bald, construite aux XIIe et XIIIe siècles. Elle est dotée d'un portail d'époque romane et de fragments de vitraux anciens de 1550 et renferme des pierres tombales où reposent des membres de la seigneurie de Pavant. Saint-Bald est le saint patron des orphelins et est prié pour la bonne entente dans les familles. Il a vécu au VIe siècle et est connu pour ses miracles en Bourgogne.
- Le pigeonnier de Pavant, dépendance d'une ancienne ferme seigneuriale (fin du XVe siècle).
- L'aqueduc de la Dhuis.
- Coteaux boisés dominant la vallée de la Marne.
- Passage du sentier de grande randonnée GR 14.

### Associations
- Club de foot : AS Pavant.
- Club du 3e âge : Club Saint-Bald et Les Anciens de Pavant.
- Foyer Rural, propose différentes activités sportives,culturelles, gère un café associatif : le Pavanier et organise le café-philo tous les mois[26].
- Enfants : Les Extragones.
- VTT : Les champagnards.

### Héraldique
| Blason de Pavant | Blason  | D'argent au lion de sable, armé et lampassé de gueules, accompagné de trois étoiles aussi de sable. |
| Blason de Pavant | Détails | Le statut officiel du blason reste à déterminer.                                                    |